# 赵杰 (田径运动员)
赵杰（2002年10月13日—），中国女子田径运动员，2023年亚洲田径锦标赛女子链球金牌得主、2022年亚洲运动会女子链球银牌得主、2024年夏季奥林匹克运动会女子链球铜牌得主。